# NGC 2883
NGC 2883 est une galaxie irrégulière de type magellanique située dans la constellation de la Boussole. NGC 2883 a été découverte par l'astronome britannique John Herschel en 1837.

## Caractéristiques
Sa vitesse par rapport au fond diffus cosmologique est de 1 476 ± 21 km/s, ce qui correspond à une distance de Hubble de 21,8 ± 1,6 Mpc (∼71,1 millions d'al).
La classe de luminosité de NGC 2883 est V-VI et elle présente une large raie HI.
En raison d'une brillance de surface égale à 15,01 mag/am2, on peut qualifier NGC 2883 de galaxie à faible brillance de surface (LSB en anglais pour low surface brightness). Les galaxies LSB sont des galaxies diffuses (D) avec une brillance de surface inférieure de moins d'une magnitude à celle du ciel nocturne ambiant.